# Міхаела Стримбяну
Міхаела Стримбяну (24 січня 1971 року, Кишинів, СРСР) — радянська та молдовська акторка.

## Біографія
Міхаела Стримбяну народилася 24 січня 1971 року у місті Кишинів. Закінчила Тбіліський театральний інститут ім. Шота Руставелі. У 1992—1993 роках Міхаела працювала у театрі Ежена Йонеско. З 1993 року Стримбяну працює у Національному театрі імені М. Емінеску. У 1986 році Стримбяну стала майстром спорту СРСР з художньої гімнастики.

## Вибіркова фільмографія
- У зміїній шкурі (2006)
- Щасливе селище (1992)